# 凱拉 (馬蘭哲省)
9°23′S 17°3′E / 9.383°S 17.050°E
凱拉（葡萄牙語：Quela），是安哥拉的城鎮，位於該國北部，由馬蘭哲省負責管轄，北鄰昆達-迪亞-巴塞，面積5,830平方公里，2006年人口79,946，人口密度每平方公里14人。